# Dohr
Dohr ist eine Ortsgemeinde im Landkreis Cochem-Zell in Rheinland-Pfalz. Sie gehört der Verbandsgemeinde Cochem an.

## Geographie
Zu Dohr gehört auch der Wohnplatz Hubertushof.

## Geschichte
Der Ort wurde erstmals urkundlich erwähnt im Jahre 1210 und war Teil von Kurtrier. Der Vorläufer der heutigen Filialkirche wurde erstmals 1475 urkundlich erwähnt. Die Herrschaft Kurtriers erlosch im Jahr 1794 mit der Besetzung durch die französische Revolutionsarmee. 1815 wurde der Ort auf dem Wiener Kongress dem Königreich Preußen zugeordnet. Seit 1946 ist er Teil des damals neu gebildeten Landes Rheinland-Pfalz.

## Politik

### Gemeinderat
Der Gemeinderat in Dohr besteht aus zwölf Ratsmitgliedern, die bei der Kommunalwahl am 9. Juni 2024 in einer Mehrheitswahl gewählt wurden, und dem ehrenamtlichen Ortsbürgermeister als Vorsitzenden.

### Bürgermeister
Toni Göbel wurde am 18. Juni 2019 Ortsbürgermeister von Dohr. Da bei der Direktwahl am 26. Mai 2019 kein Bewerber angetreten war, oblag die Neuwahl des Bürgermeisters gemäß rheinland-pfälzischer Gemeindeordnung dem Rat. Dieser wählte Göbel einstimmig in das Amt. Bei der Direktwahl am 9. Juni 2024 wurde er als einziger Bewerber mit 93,6 % für weitere fünf Jahre wiedergewählt.
Göbels Vorgänger Winfried Schäfer hatte das Amt von 2014 bis 2019 ausgeübt.

### Wappen
| Wappen von Dohr | Blasonierung: „Durch ein von Rot und Silber geviertes Kreuz, geviert in Silber ein achtspeichiges schwarzes Mühlrad, in Rot ein silberner Adler, in Rot ein stilisierter silberner Keltenwall, in der Mitte durch ein zweiflügeliges Tor unterbrochen, in Silber ein dem alten Kelch der Filialkirche in Dohr entnommenes blütenähnliches schwarzes Ornament.“ |
| Wappen von Dohr | |